# Emajõgi
L'Emajõgi (« rivière mère » en estonien, Embach en allemand) est une rivière longue de 101 km traversant l'Estonie d'Ouest en Est,.

## Géographie
L'Emajõgi prend sa source au lac Võrtsjärv et se terminer en se déversant dans le lac Peïpous.
Ses plus grands affluents sont les rivières Pedja jõgi, Ahja jõgi, Elva jõgi, Amme jõgi et Laeva jõgi.
Ses affluents sont les rivières Pedja jõgi, Laeva jõgi et Amme jõgi, Kavilda jõgi, Elva jõgi, Ilmatsalu jõgi, Porijõgi jõgi, Mõra jõgi, Luutsna jõgi et Kalli jõgi.
L'Emajõgi est un affluent du fleuve Narva.
La rivière arrose la grande ville de Tartu.

L'Emajõe à Tartu.

## Réserves naturelles autour de l’Emajõgi
Le cours supérieur de la rivière traverse la réserve naturelle d'Alam-Pedja.
La réserve naturelle Peipsiveere a été créée autour de l'estuaire de l'Emajõgi.
Il existe également plusieurs zones protégées plus petites à proximité immédiate de la rivière.
Par exemple, l'affleurement du cimetière de Tartu.

## Galerie

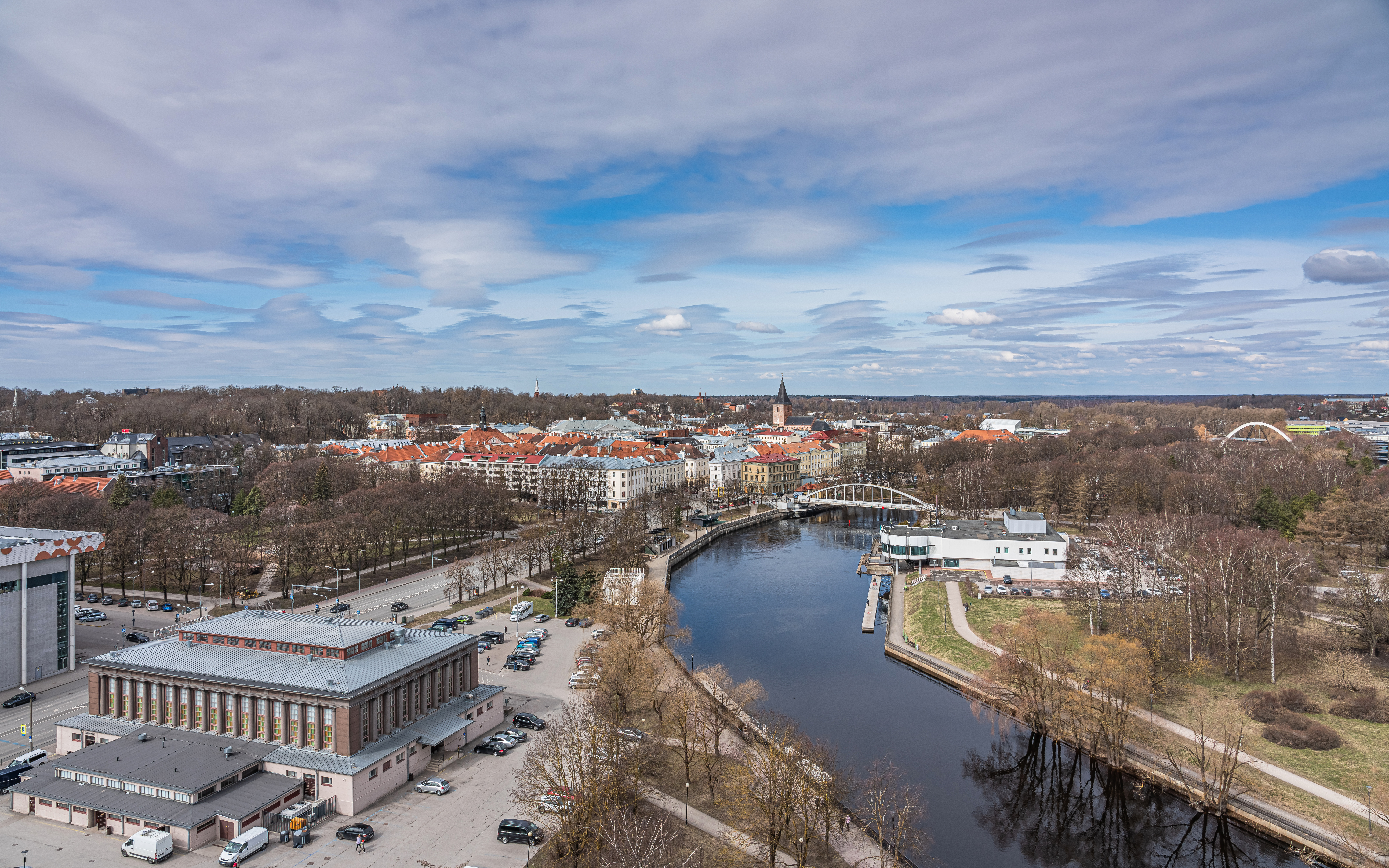
L'Emajõgi à Tartu.
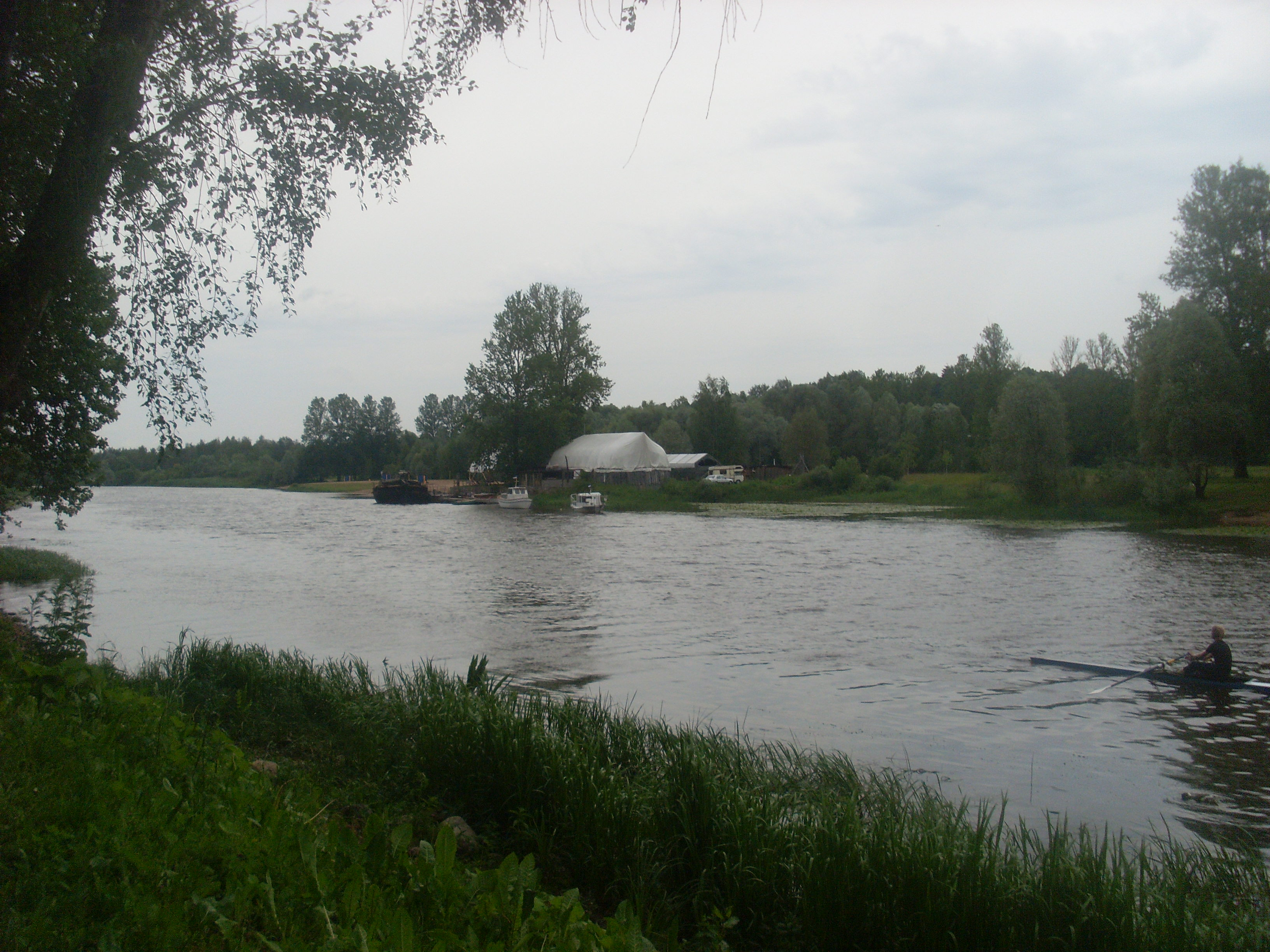
L'Emajõgi à Tartu
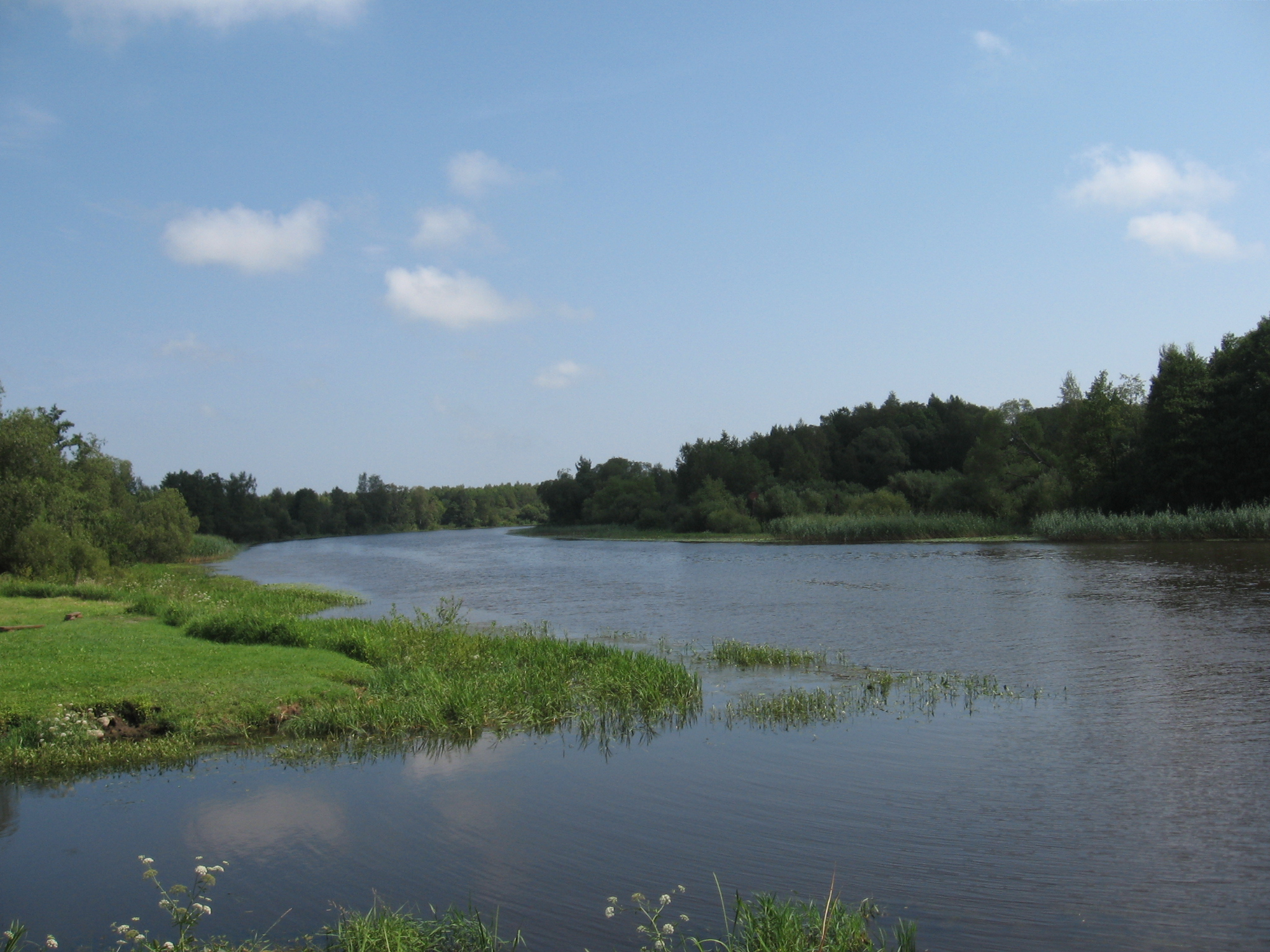
L’Emajõgi dans la zone de conservation Emajõgi-Suursoo.
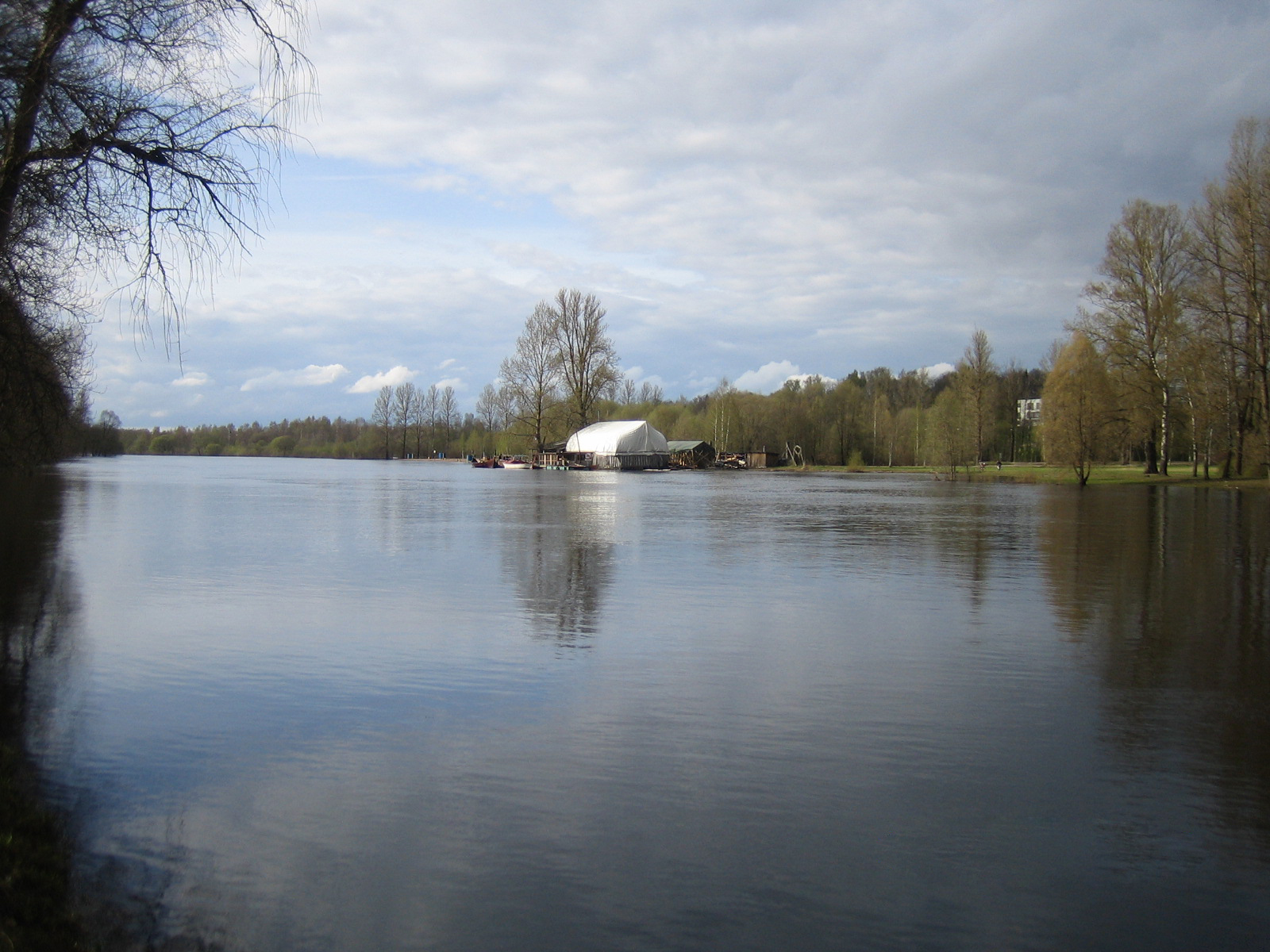
L'Emajõgi, de l'autre côté de la rivière Lodjakoda